# Mohamed Lemine Ould Guig
Mohamed Lemine Ould Guig (ur. prawdopodobnie 1 lipca 1959) – mauretański polityk, prawnik, od 18 grudnia 1997 do 16 listopada 1998 premier Mauretanii.

## Życiorys
Pochodzi z Walaty. Praktykował jako adwokat i od lat 90. był profesorem prawa na Uniwersytecie w Nawakszucie, uważanym za bastion prezydenta Maawiji uld Sid’Ahmada Tai. Nie miał szczególnie bliskich związków z polityką, ale był członkiem Republikańskiej Partii Demokratycznej i Socjalnej. W 1997 został powołany na stanowisko premiera w miejsce Szajcha al-Afijji uld Muhammada Chuny, który podał się do dymisji po reelekcji prezydenta. Mając 38 lat, miał zostać wówczas najmłodszym szefem rządu na świecie. Po 11 miesiącach został odwołany, a Chuna powrócił na fotel premiera.
W 2003 został mianowany komisarzem do spraw. bezpieczeństwa żywności. Po zamachu stanu z 2008 jego przywódca Muhammad uld Abd al-Aziz powierzył mu funkcję sekretarza generalnego Rady Państwa. W 2014 był przewodniczącym komisji z ramienia Unii Afrykańskiej, która nadzorowała wybory prezydenckie w Egipcie, których zwycięzcą został Abd al-Fattah as-Sisi. Był także szefem państwowego trybunału obrachunkowego, badającego finanse państwa. 9 stycznia 2015 objął funkcję państwowego inspektora generalnego, która to funkcja wiąże się nadzorowaniem używania i zarządzania własnością państwową. W czerwcu 2015 powołany na zastępcę sekretarza generalnego Ligi Arabskiej do spraw finansowych.